# Adenia lobata
Adenia lobata är en passionsblomsväxtart. Adenia lobata ingår i släktet Adenia och familjen passionsblomsväxter.

## Underarter
Arten delas in i följande underarter:
- A. l. lobata
- A. l. rumicifolia
- A. l. schweinfurthii